# Iviella reclusa
Iviella reclusa är en spindelart som först beskrevs av Willis J. Gertsch och Ivie 1936.  Iviella reclusa ingår i släktet Iviella och familjen kardarspindlar. Inga underarter finns listade i Catalogue of Life.